# العلاقات الساموية الغينية
العلاقات الساموية الغينية هي العلاقات الثنائية التي تجمع بين ساموا وغينيا.

## مقارنة بين البلدين
هذه مقارنة عامة ومرجعية للدولتين:
| وجه المقارنة                                              | ساموا                        | غينيا       |
| --------------------------------------------------------- | ---------------------------- | ----------- |
| المساحة (كم2)                                             | 2.84 ألف                     | 245.86 ألف  |
| عدد السكان (نسمة)                                         | 196.44 ألف                   | 12.72 مليون |
| الكثافة السكانية (ن./كم²)                                 | 69.17                        | 51.74       |
| العاصمة                                                   | أبيا                         | كوناكري     |
| اللغة الرسمية                                             | لغة إنجليزية، اللغة الساموية | لغة فرنسية  |
| العملة                                                    | تالا ساموي                   | فرنك غيني   |
| الناتج المحلي الإجمالي (بليون دولار)                      | 856.63 مليون                 | 10.50 مليار |
| الناتج المحلي الإجمالي (تعادل القوة الشرائية) بليون دولار | 1.15 مليار                   | 15.24 مليار |
| الناتج المحلي الإجمالي الاسمي للفرد دولار أمريكي          | 3.94 ألف                     | 531         |
| الناتج المحلي الإجمالي للفرد دولار أمريكي                 | 5.79 ألف                     | 1.22 ألف    |
| مؤشر التنمية البشرية                                      | 0.702                        | 0.411       |
| رمز المكالمات الدولي                                      | +685                         | +224        |
| رمز الإنترنت                                              | .ws                          | .gn         |
| المنطقة الزمنية                                           | ت ع م+13:00                  | 00          |

## منظمات دولية مشتركة
يشترك البلدان في عضوية مجموعة من المنظمات الدولية، منها:
| علم المنظمة | اسم المنظمة                                 | تاريخ انضمام ساموا | تاريخ انضمام غينيا |
| ----------- | ------------------------------------------- | ------------------ | ------------------ |
|             | مؤسسة التنمية الدولية                       | 28 يونيو 1974      | 26 سبتمبر 1969     |
|             | يونسكو                                      | 3 أبريل 1981       | 2 فبراير 1960      |
|             | وكالة ضمان الاستثمار متعدد الأطراف          | 27 سبتمبر 2002     | 5 أكتوبر 1995      |
|             | الأمم المتحدة                               | 15 ديسمبر 1976     | 12 ديسمبر 1958     |
|             | مجموعة دول أفريقيا والكاريبي والمحيط الهادئ | ?                  | ?                  |
|             | الاتحاد البريدي العالمي                     | ?                  | ?                  |
|             | البنك الدولي للإنشاء والتعمير               | 28 يونيو 1974      | 28 سبتمبر 1963     |
|             | منظمة حظر الأسلحة الكيميائية                | ?                  | ?                  |
|             | مؤسسة التمويل الدولية                       | 28 يونيو 1974      | 22 أكتوبر 1982     |
|             | المركز الدولي لتسوية المنازعات الاستشارية   | 25 مايو 1978       | 4 ديسمبر 1968      |
|             | منظمة التجارة العالمية                      | ?                  | 25 أكتوبر 1995     |
|             | منظمة الشرطة الجنائية الدولية               | ?                  | ?                  |